# Icó (kommun)
Icó är en kommun i Brasilien.   Den ligger i delstaten Ceará, i den östra delen av landet, 1 400 km nordost om huvudstaden Brasília. Antalet invånare är 65 453. Arean är 1 872 kvadratkilometer.
Terrängen i Icó är kuperad österut, men västerut är den platt.
Följande samhällen finns i Icó:
- Icó

Omgivningarna runt Icó är huvudsakligen savann. Runt Icó är det ganska glesbefolkat, med 48 invånare per kvadratkilometer.